# NGC 6356
NGC 6356是位於蛇夫座的一個球狀星團。它是德國出生的英國天文學家威廉·赫歇爾於1784年6月18日發現，被歸類為夏普力-索耶集中度分類的「II」。這個星團的中部更密集、更明亮。NGC 6356位於較亮的NGC 6333東北80弧分處，與地球的距離為49,600光年。
該星團相對富含金屬，因此其核心有大量的星際塵埃。

## 外部連結
- 维基共享资源上的相關多媒體資源：NGC 6356